# Ламцов, Иван Васильевич
Иван Васильевич Ламцов (20 января 1899, Филипповичи, Зарайский район — 1990, Москва) — советский архитектор, педагог.

## Биография
Иван Ламцов родился 20 января 1899 года в деревне Филипповичи Зарайского уезда Рязанской губернии (ныне городской округ Зарайск Московской области). В возрасти 7 лет пошёл в деревенскую школу, но уже в 1907 году переехал с семьёй в Москву. Там Иван Ламцов ходил в трёхклассную школу, а затем окончил Солодовниковское шестиклассное городское училище. Надеясь поступить в Московское училище живописи, ваяния и зодчества (МУЖВЗ), он некоторое время занимался в художественных студиях В. Н. Мешкова и П. И. Келина. В 1916 году он поступил на общеобразовательное отделение МУЖВЗ. В 1918 году, после окончания обучения на общеобразовательном отделении, он был переведён на первый курс архитектурного факультета.
Во время учёбы Иван Ламцов подрабатывал в массовке, затем поступил в студию Московского драматического театра, но затем принял решение заниматься только архитектурой. После организации на базе МУЖВЗ 2-х Свободных государственных художественных мастерских Ламцов поступил в группу профессора И. В. Жолтовского. Параллельно с учёбой в мастерских он работал контролёром жилищно-земледельческого отдела Замоскворецкого Совета депутатов трудящихся, был вольнослушателем МГУ и сдавал экзамены в Институт гражданских инженеров. В 1920 году на базе 1-х и 2-х художественных мастерских были созданы Высшие художественно-технические мастерские (ВХУТЕМАС). С 1921 году там была организована группа архитектора В. Ф. Кринского, куда перешёл И. В. Ламцов. Под руководством Н. А. Ладовского он выполнил в 1921 году проект водонапорной башни с макетом, который в дальнейшем экспонировался на выставке в Париже. С 1923 года Ламцов параллельно с учёбой стал преподавать во ВХУТЕМАСе. Был в числе учредителей Ассоциация новых архитекторов (АСНОВА). Для Всероссийской сельскохозяйственной и кустарно-промышленной выставки 1923 года совместно с М. П. Коржевым и В. А. Петровым род руководством А. М. Рухлядева занимался проектированием объектов старой и новой деревни, а также возведением старого архангельского дома (диплом 2-й степени и натуральная премия). В 1926 году окончил ВХУТЕМАС, защитив диплом по теме «Проект коммунального жилого квартала».
После окончания учёбы Иван Ламцов продолжил преподавательскую деятельность во ВХУТЕМАСе, позднее преобразованном во ВХУТЕИН. В 1926—1928 годы опубликовал ряд статей по проблемам архитектуры и эстетики («О левой фразе в архитектуре», «К вопросу о диалектике в архитектуре» и другие). Выполнял проекты планировки населённых мест и парков, участвовал в конкурсах. Среди его проектов были спортклуб «Красные Хамовники» (1926, совместно с В. А. Петровым, осуществлён частично), Полиграфическая выставка в Москве (1928), Дворец Советов (1931), Дворец труда в Охотном ряду (1932), жилые дома в Лианозове (1938), застройка Ярославского шоссе (1939), жилые дома в рабочем посёлке Рублёво (1941), мост через реку Упа в Туле и другие. В соавторстве с В. Ф. Кринским и М. А. Туркусом опубликовал ряд учебников для архитектурных вузов, среди которых вышедший в 1927 году учебник по архитектурной композиции — один из первых в СССР. В 1930-х годах работал в архитектурной мастерской № 9 отдела планировки Моссовета. Преподавал в Московском архитектурном институте, с 1934 года — доцент кафедры жилых и общественных зданий. Член Всероссийского общества пролетарских архитекторов (ВОПРА) с 1929 года, член Союза архитекторов СССР с 1932 года. Был членом правления Московского отделения Союза архитекторов и членом жюри архитектурных конкурсов. Член КПСС с 1941 года.
После начала Великой Отечественной войны был назначен начальником объектов в службе маскировки Москвы. В 1941—1942 годах был слушателем Военно-инженерной академии имени Куйбышева. С 1942 года — начальник отдела музеев Главного комитета по делам искусств при СНК СССР. В 1945 году стал начальником Государственного комитета по делам архитектуры.
Вернувшись в Московский архитектурный институт после окончания войны, с 1946 по 1955 год был деканом факультета общей подготовки. Совместно с В. Ф. Кринским и М. А. Туркусом разрабатывал научно-теоретические основы курса объемно-пространственной композиции. Помимо МАРХИ читал этот курс в Художественно-промышленном институте, Художественном институте имени Сурикова и Высшем художественно-промышленном училище. Публиковал научные работы в журналах «Печать и революция», «Красная Новь», «Архитектура СССР», «Строительство Москвы». В 1973 году вышел на пенсию, но продолжил работу в МАРХИ в качестве профессора-консультанта.
Жил в Москве в Крымском переулке, 7 (с 1920-х годов) и на Веерной улице, 3, корпус 3 (с 1968 года). Умер в 1990 году. Урна с прахом в колумбарии Новодевичьего кладбища.

## Награды
- Орден «Знак Почёта» (21.09.1966)[5][6]
- Медаль «За доблестный труд в Великой Отечественной войне 1941—1945 гг.»[7]

## Семья
- Жена — Мария Сергеевна Ламцова (1904—1991) — архитектор[1][8]

## Сочинения
- Элементы архитектурно-пространственной композиции. М., 1934 (совместно с В. Ф. Кринским и М. А. Туркусом)
- Введение в архитектурное проектирование. М., 1962 (в соавторстве)